# Via normale francese al Monte Bianco
La via normale francese è una delle vie normali al Monte Bianco, posta sul versante nord francese della montagna.

## Descrizione

### Prima ascensione
La prima ascensione di questa via, dall'Aiguille du Goûter fino al colle del Dôme, fu compiuta il 17 settembre 1784 da Jean Marie Couttet e François Cuidet. L'ascensione completa per Aiguille du Goûter, il Dôme du Goûter e la cresta delle Bosses fu compiuta solo il 18 luglio 1861, più di settanta anni dopo, da Leslie Stephen e Francis Fox Tuckett con le guide Melchior Anderegg, Johann-Josef Bennen e Peter Perren.

### Caratteristiche
Dopo la prima storica ascesa al Monte Bianco compiuta nel 1786 ad opera di Jacques Balmat e Michel Gabriel Paccard sono state individuate molte vie di salita alla vetta più alta dell'Europa. La via normale francese viene chiamata in vari modi:
- via dell'Aiguille du Goûter, perché ha come punto di passaggio obbligato il rifugio del Goûter situato appena prima dell'Aiguille du Goûter;
- via Reale;
- via dei cristalli;
- via dell'arête des Bosses perché ha come punto di passaggio il Grande Bosse ed il Petite Bosse.

È considerata la via di salita al Monte Bianco più facile tra le quattro normali, anche se occorre una buona preparazione fisica e doti alpinistiche non comuni. Si svolge normalmente in due giorni:
- il primo viene impegnato nell'avvicinamento e nella salita al rifugio del Goûter;
- il secondo per la salita finale e per il ritorno.

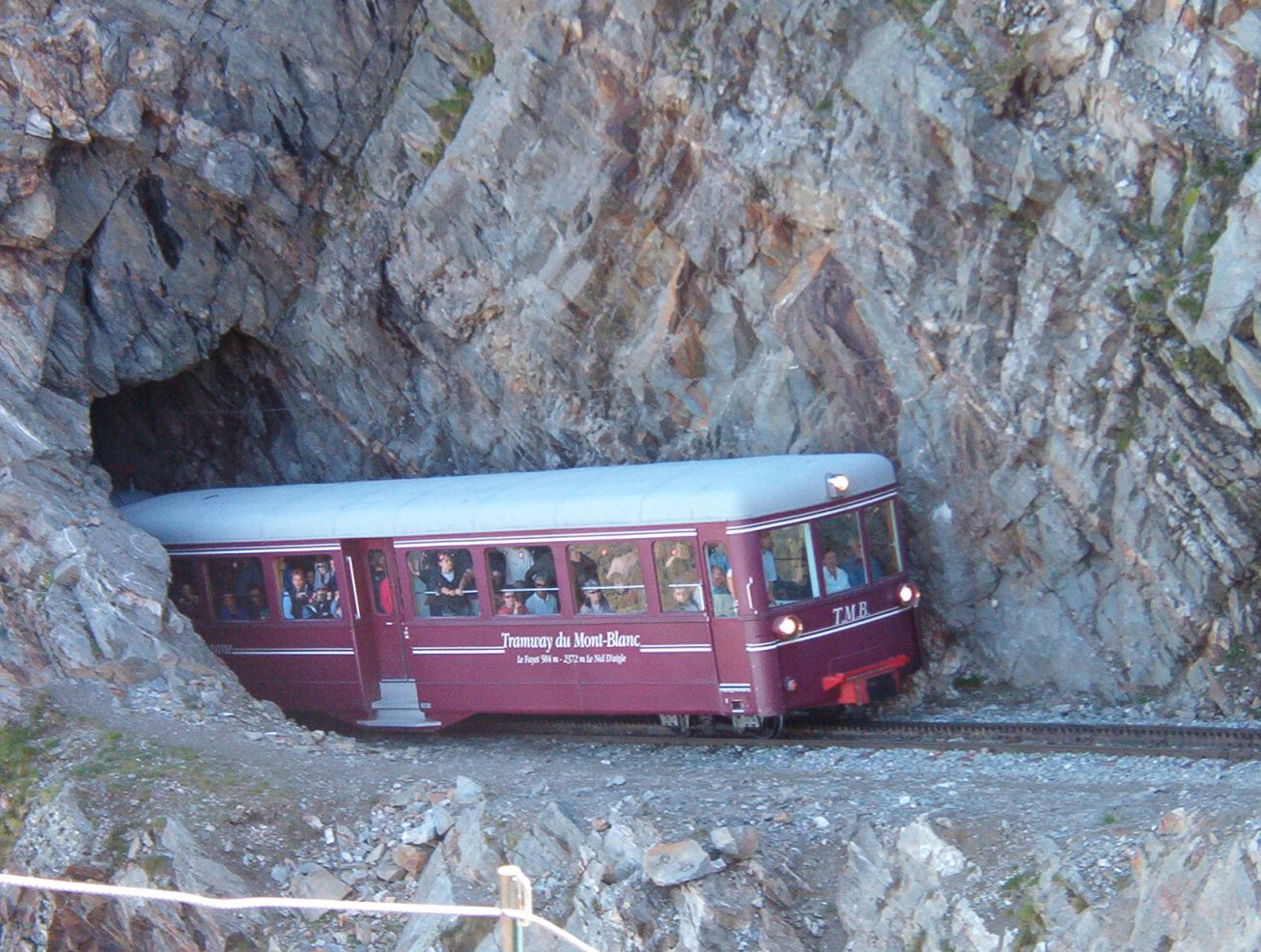
Arrivo al Nid d'Aigle

### Avvicinamento
Dalla cittadina di Chamonix si scende per circa 17 km lungo la statale N 205 in direzione di Ginevra. Arrivati all'abitato di Le Fayet si devia in direzione di Saint-Gervais-les-Bains. In centro paese si trova la stazione del trenino a cremagliera detto Tramway du Mont Blanc. Il treno a cremagliera conduce in poco più di un'ora fino alla stazione Nid d'Aigle alla quota di 2372 m. Di qui inizia il percorso a piedi della salita al Monte Bianco.

### Salita al rifugio del Goûter

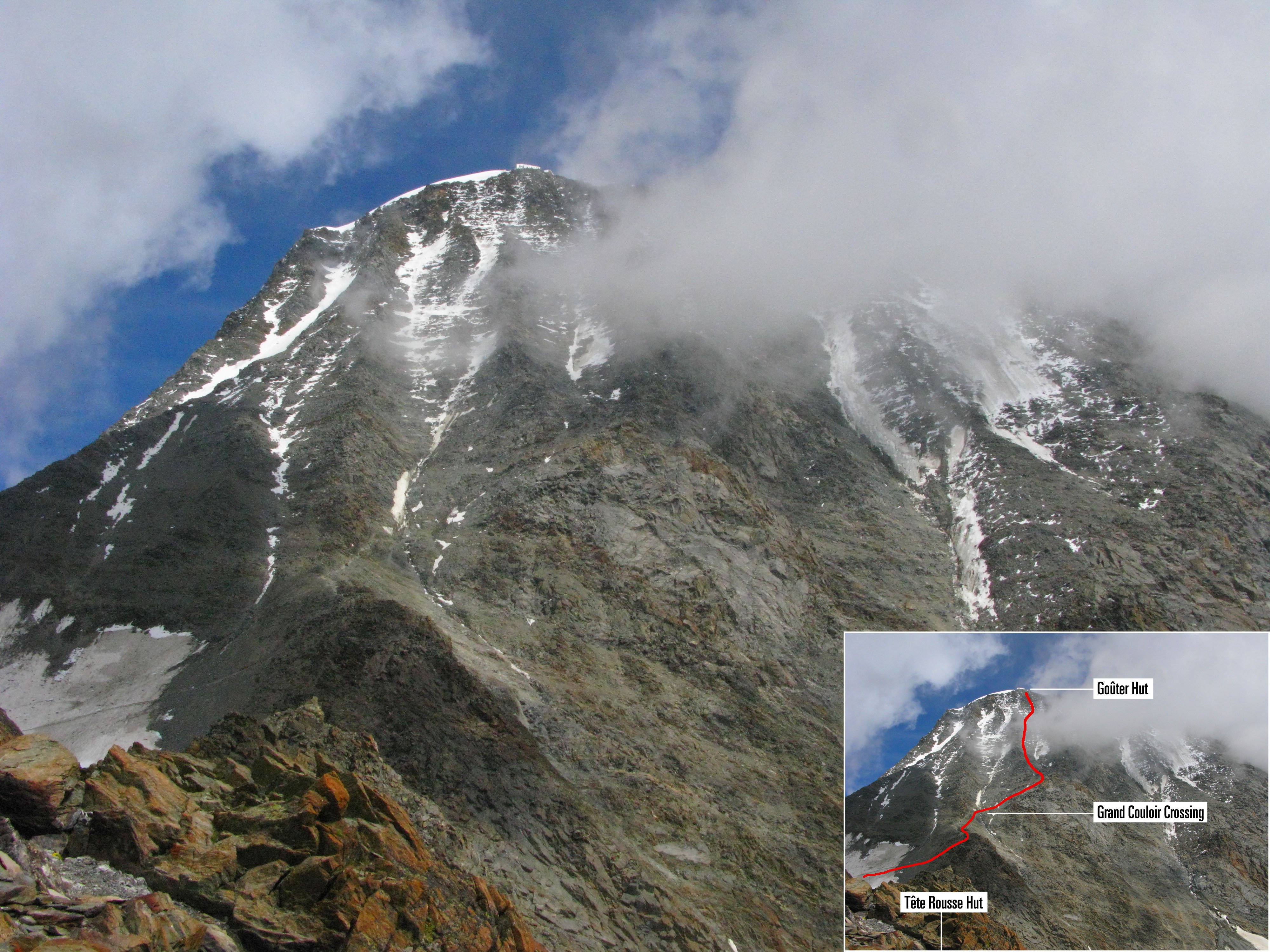
Descrizione visiva della salita all'Aiguille du Goûter ed il couloir du Goûter.

Lasciato alle spalle la stazione di arrivo del trenino a cremagliera, l'ascesa inizia su un comodo sentiero che dopo un primo tratto, caratterizzato da alcuni tornanti, si sposta sulla sinistra di un largo canale e senza grosse difficoltà porta fino nei pressi di un vecchio baraccamento. Da lì svolta sulla propria destra (di circa 90°) e si dirige lungo una cresta rocciosa che inizia dopo poco a salire verso il nevaio su cui sorge il Rifugio di Tête Rousse (3167 m). In realtà, il tracciato di salita non passa proprio nei pressi di tale rifugio tenendosi invece leggermente più in alto ed andando a tagliare il nevaio ai piedi del bastione roccioso del Aiguille du Goûter.
Terminato il taglio del nevaio, si accede ad un breve tratto di roccia in salita e subito dopo al tristemente noto couloir du Goûter, attraversamento nevoso su cui nel corso degli anni si sono verificati numerosi incidenti mortali. È lungo circa 70 metri, protetto con un lungo cavo d'acciaio in sospensione la cui pericolosità sta nella caduta dall'alto di massi instabili o messi in movimento involontariamente da altri alpinisti impegnati nella fasi di salita o di discesa dal rifugio del Goûter. Giunti sull'altro lato dello scivolo, dopo alcuni passaggi su roccia attrezzati con cavi di sicurezza si affronta un breve ma ripido pendio innevato fino a raggiungere una cresta di roccia che porta fino in cima alla parete. Qui il livello di pericolo dall'alto sicuramente diminuisce ma rimane comunque sempre presente. Con passaggi abbastanza semplici su roccia interrotti da tratti di vero e proprio sentiero si giunge quindi fin sotto il rifugio dove la difficoltà del percorso aumenta (aumento della pendenza). In ogni caso quest'ultimo tratto è attrezzato con cavi in acciaio di protezione, e quindi in relativa sicurezza si può infine raggiungere il Rifugio del Goûter a quota 3817 m.

### Salita finale

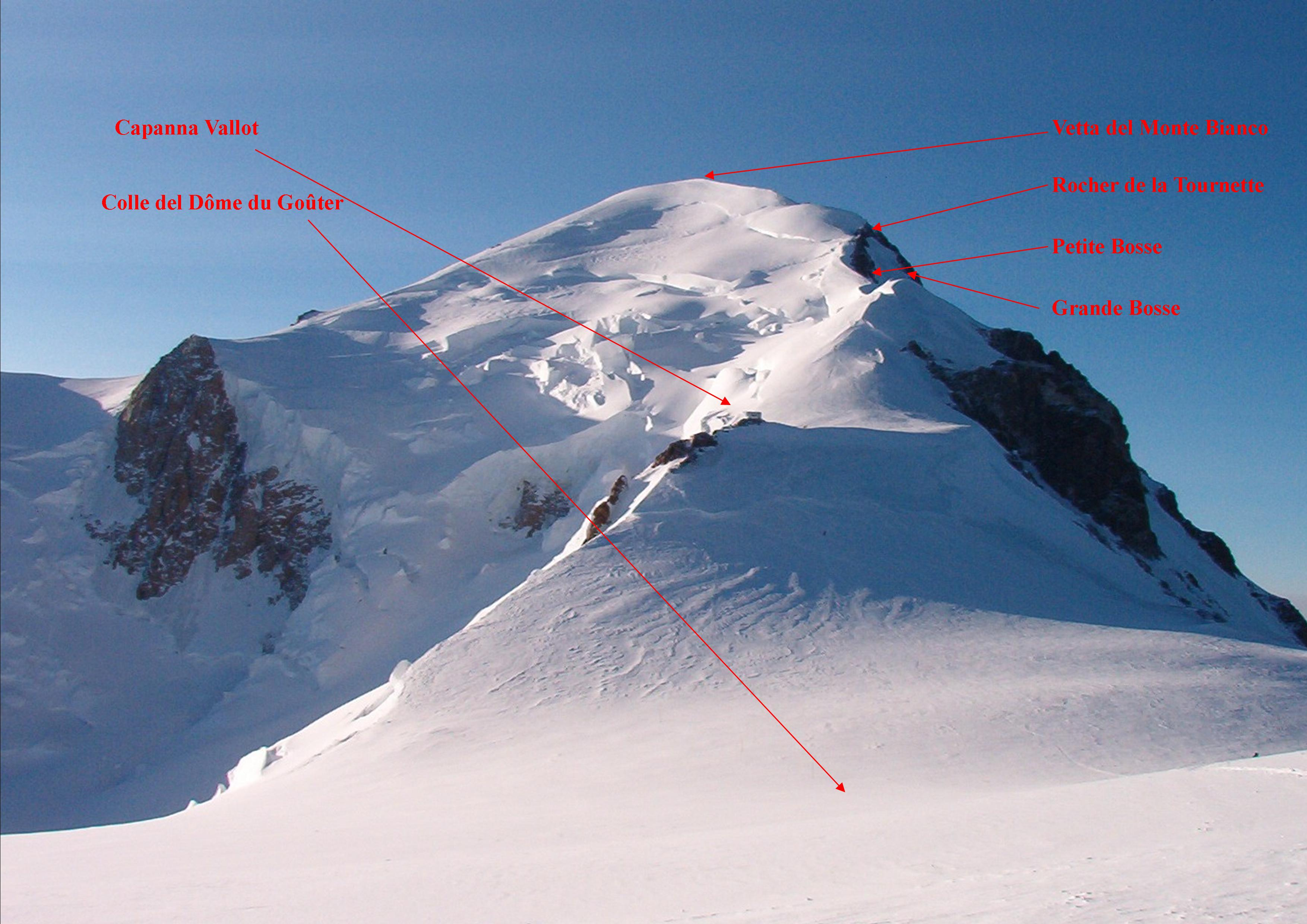
Sommità del Monte Bianco dal Dôme du Goûter con l'indicazione dei luoghi.

La salita consiste in una progressione continua su neve (niente più roccia) e si svolge attraverso queste tappe principali:
- Aiguille du Goûter (3.863 m)
- Dôme du Goûter (4.304 m)
- Capanna Vallot (4.362 m)
- Grande Bosse (4.513 m)
- Petite Bosse (4.547 m)
- Rocher de la Tournette (4.677 m)
- Vetta Monte Bianco (4.808 m)

Lasciato il Rifugio del Goûter si raggiunge in breve l'Aiguille du Goûter. L'itinerario continua risalendo il versante nord-ovest del Dôme du Goûter. La vetta del Dôme du Goûter può essere tralasciata contornandola a nord. Ci si abbassa leggermente per raggiungere il Colle del Dôme du Goûter. Qui la via si congiunge con la via normale italiana, che parte dal rifugio Francesco Gonella. Poco dopo si raggiunge la Capanna Vallot dove è possibile bivaccare in caso di emergenza. Dopo la capanna si risale la Grande Bosse, salita abbastanza ripida ed esposta. Poco dopo si raggiunge la Petite Bosse. Continuando lungo la cresta si passa vicino all'affioramento roccioso del Rocher de la Tournette. Infine con un lungo crestino finale si arriva sulla vetta. La punta non presenta invece particolari insidie in quanto abbastanza appiattita ed ampia il che permette lo svolgimento delle canoniche pratiche fotografiche in discreta tranquillità e sicurezza.

## Incidenti
L'attraversamento del couloir du Goûter è molto pericoloso per la caduta di massi instabili. Nel periodo 2001-2009 ci sono stati 27 morti e 97 feriti e dal 1990 si contano 77 morti e 200 feriti. Per ovviare a questa situazione si sono studiate delle soluzioni, in particolare la fondazione Petzl ha realizzato uno studio di fattibilità per mettere in sicurezza il tratto tramite un ponte tibetano oppure una galleria.

## Galleria d'immagini

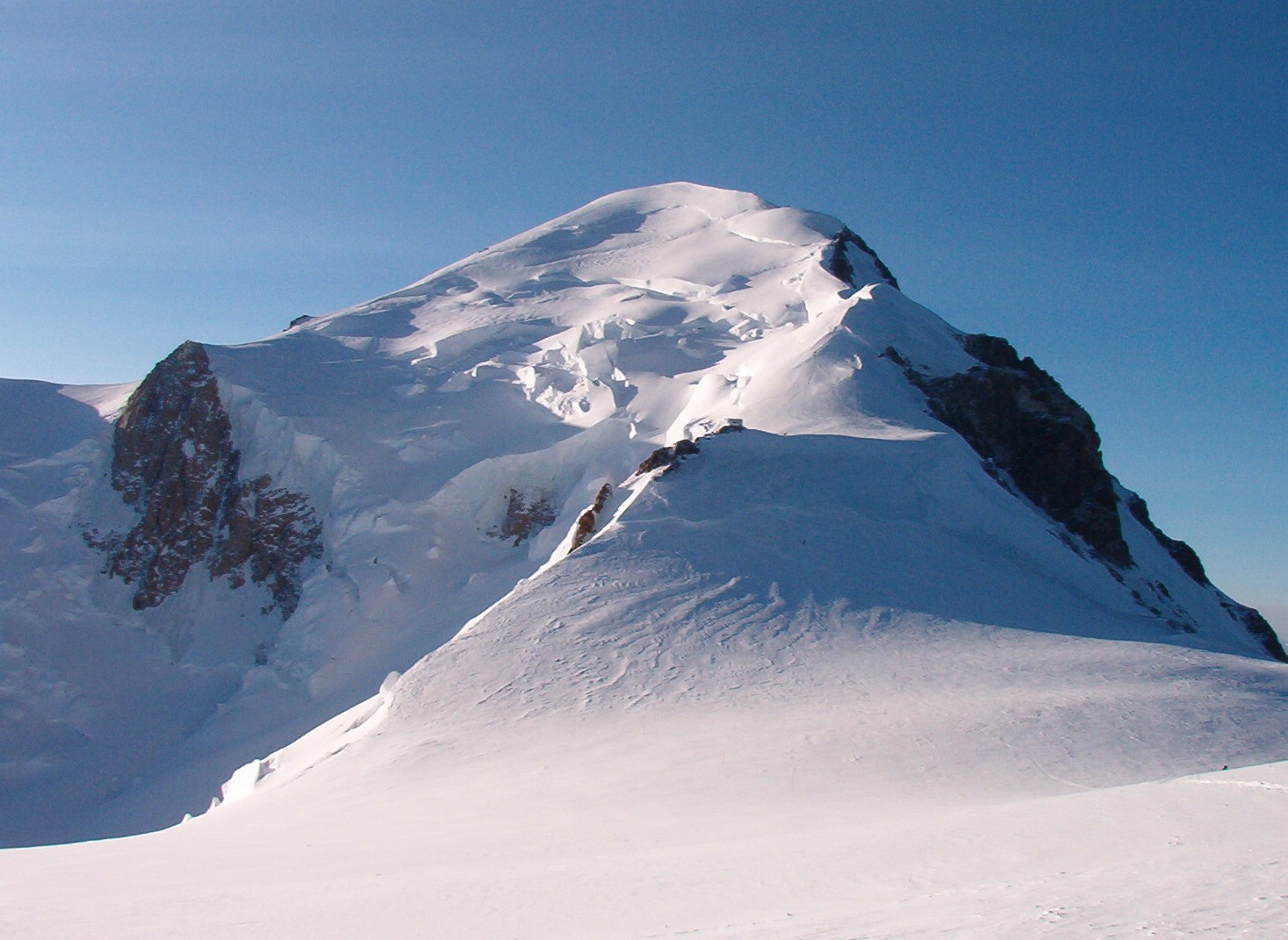
Sommità del Monte Bianco dal Dôme du Goûter.
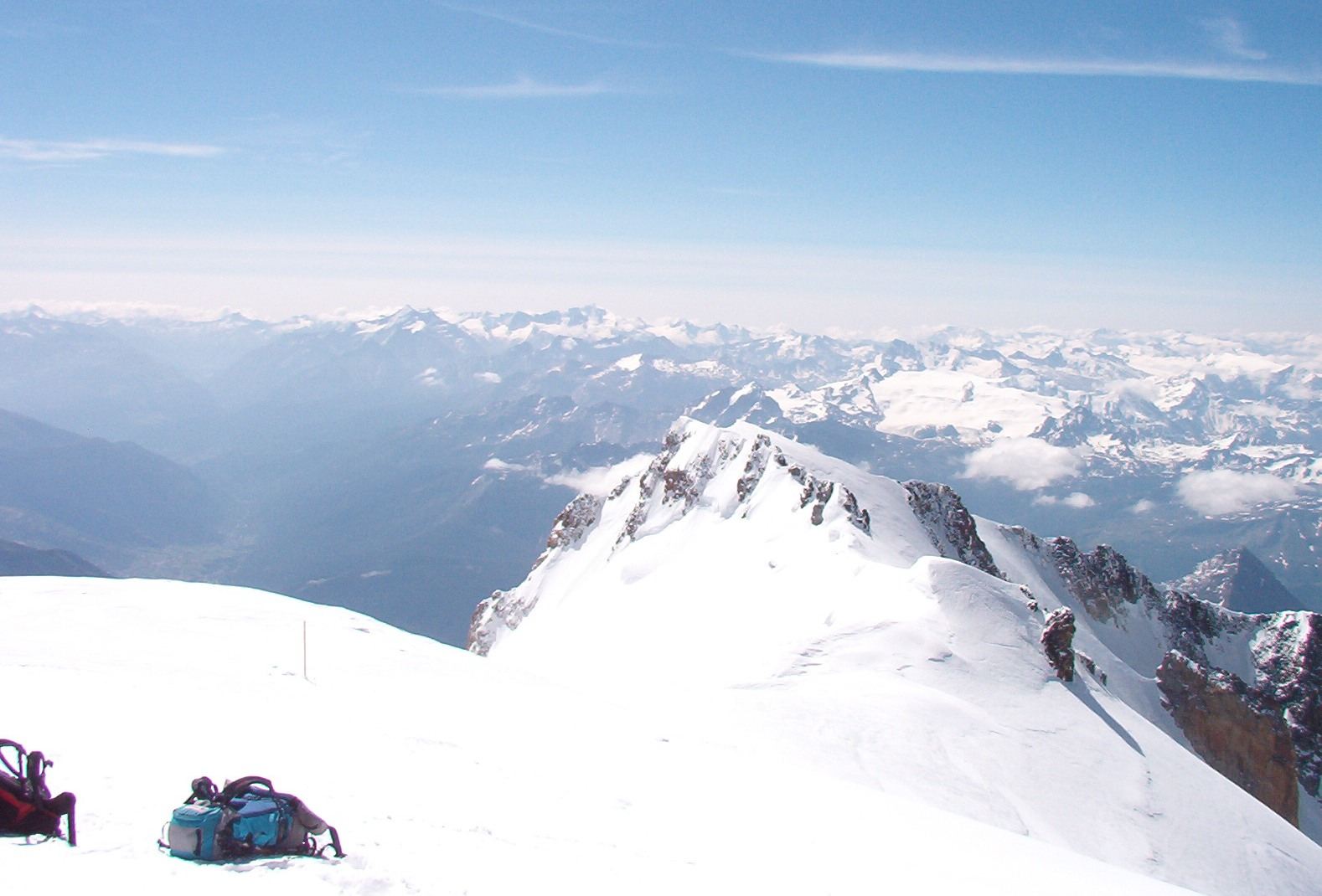
Veduta panoramica dalla vetta del Monte Bianco. In primo piano il Col Major ed il Monte Bianco di Courmayeur.